# Olyra buchtienii
Olyra buchtienii är en gräsart som beskrevs av Eduard Hackel. Olyra buchtienii ingår i släktet Olyra och familjen gräs. Inga underarter finns listade i Catalogue of Life.